# Zehra
Zehra ist ein türkischer weiblicher Vorname arabischer Herkunft. Die arabische Form des Namens lautet Zahra (arabisch زهراء) und hat wie im Türkischen die Bedeutung „strahlend, glanzvoll, hell“, ein Epitheton zu Fātima bint Muhammad.

## Namensträgerinnen
- Zehra Çırak (* 1960), deutsche Dichterin türkischer Herkunft
- Zehra Doğan (* 1989), kurdisch-türkische Künstlerin und Journalistin
- Zehra İpşiroğlu (* 1948), türkisch-deutsche Literaturwissenschaftlerin, Schriftstellerin und Übersetzerin
- Zehra Zümrüt Selçuk (* 1979), türkische Ökonomin und Politikerin
- Zehra Güneş (* 1999), türkische Volleyballspielerin
- Zehra Kelleci (* 2000), türkische Schauspielerin